# Oskar von Lettow-Vorbeck
Oskar von Lettow-Vorbeck, född 1839 i Trzebiatów, död 1904, var en tysk militär och författare.
Lettow-Vorbeck blev officer vid infanteriet 1859, överste och regementschef 1889, erhöll avsked 1890 och blev generalmajor 1901. Lettow-Vorberck deltog i Tyska enhetskriget och Tysk-franska kriget, där han sårades vid Noisseville. Han tjänstgjorde huvudsakligen i generalstaben och var 1872-77 lärare vid krigsskolan i Anklam. Han var en flitig militär författare och har förutom läroböcker i taktik utgett Der Krieg von 1806 und 1807 (4 band, 1891-96), Geschichte des Krieges von 1866 in Deutschland (3 band, 1896-1902) och Napoleons Untergang 1815 (1 band 1904, fortsatt av von Voss).